# Nancy Hafkin

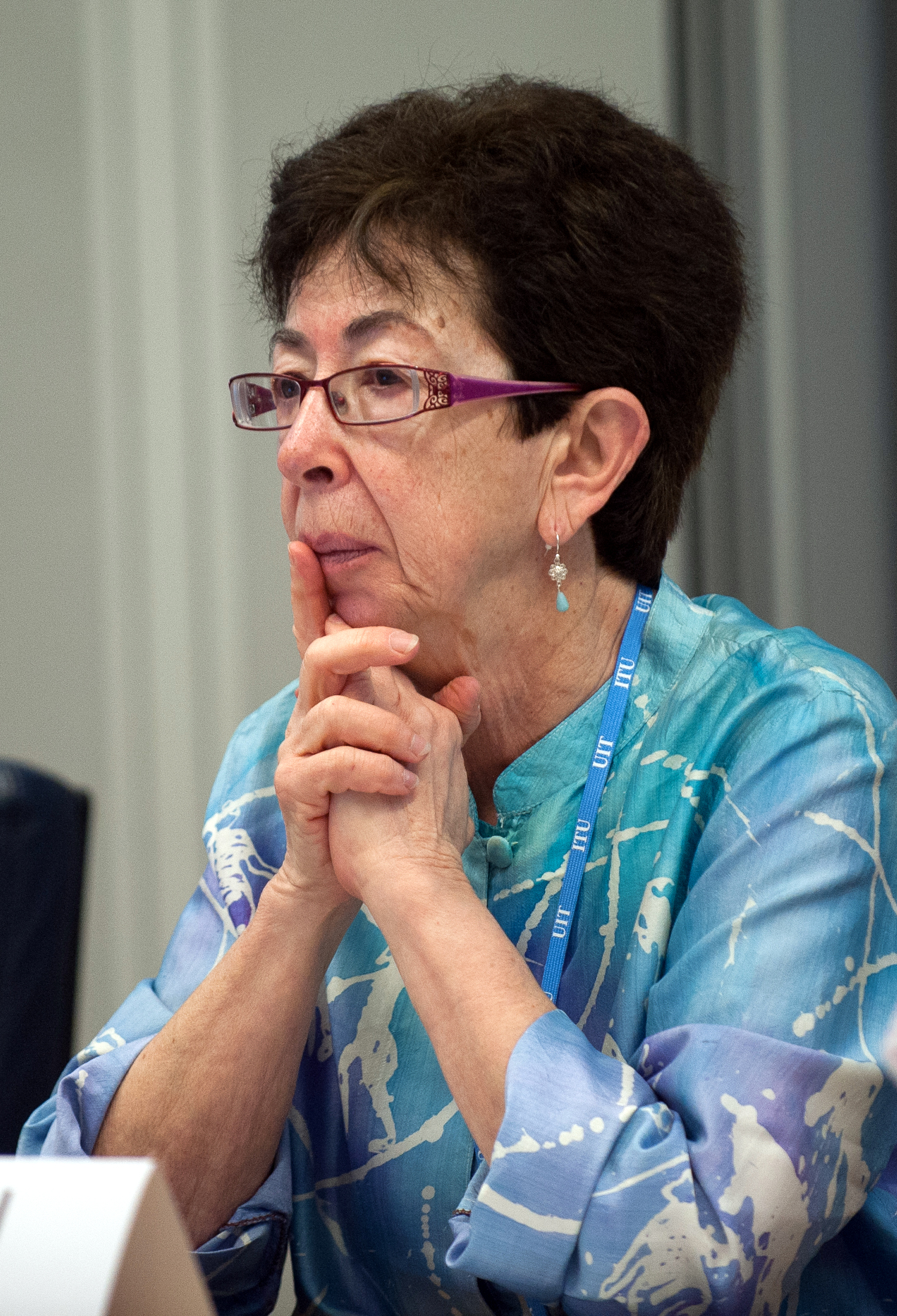
Hafkin năm 2013

Nancy Hafkin là người tiên phong về thông tin mạng và phát triển và truyền thông điện tử ở Châu Phi, thúc đẩy Hệ thống Thông tin Phát triển Pan Phi (PADIS) của Ủy ban Kinh tế Liên Hợp Quốc về Châu Phi (UNECA) từ 1987 đến 1997. Nancy Hafkin đã đóng một vai trò trong việc tạo điều kiện cho Hiệp hội Truyền thông tiến bộ hoạt động để cho phép kết nối email ở hơn 10 quốc gia vào đầu những năm 1990, trước khi việc kết nối Internet hoàn toàn trở thành hiện thực ở hầu hết châu Phi. APC (trụ sở chính tại Johannesburg) đã thành lập Giải thưởng Nancy Hafkin hàng năm về đổi mới công nghệ thông tin ở Châu Phi, công nhận các sáng kiến nổi bật sử dụng công nghệ thông tin và truyền thông (CNTT&TT) để phát triển.

## Viết
Nancy Hafkin đã chỉnh sửa Cinderella hay Cyberella?: Empowering Women in the Knowledge Society, được xuất bản năm 2006 - một tập hợp các bài tiểu luận thảo luận về cách thức mà công nghệ thông tin và truyền thông trao quyền cho phụ nữ. 

## Giải thưởng
Năm 2012, Hafkin được Hiệp hội Internet giới thiệu vào Hội trường Danh vọng Internet.